# Séries de divisions de la Ligue américaine de baseball 1999
Les Séries de divisions de la Ligue américaine de baseball 1999 représentent le premier tour des séries éliminatoires de la Ligue majeure de baseball en 1999. 
Ce tour éliminatoire est constitué de deux séries jouées au meilleur de cinq parties par quatre clubs de la Ligue américaine de baseball, l'une des deux composantes des Ligues majeures de baseball. 
Ces deux séries sont disputées du mardi 5 octobre au samedi 11 octobre 1999. Pour se qualifier à la Série de championnat 1999 de la Ligue américaine, les Yankees de New York remportent l'une de ces Séries de divisions trois matchs à zéro sur les Rangers du Texas, tandis que les Red Sox de Boston éliminent les Indians de Cleveland, trois matchs à deux. 
Les quatre participants aux Séries de divisions 1999 sont les mêmes qu'en 1998. Le résultat de 3-0 de New York sur Texas est identique, mais Boston prend une revanche sur Cleveland, qui avait éliminé les Red Sox l'automne précédent.

## Têtes de séries et avantage du terrain
Les « têtes de série » sont déterminées par le classement final de la saison régulière 1999. Les trois clubs ayant terminé en première place de leur division sont donc classés de 1 à 3 selon leur fiche victoires-défaites en saison régulière, et la 4e tête de série est l'équipe qualifiée en éliminatoires comme meilleure formation de deuxième place, sans égard à sa fiche victoires-défaites.
1. Yankees de New York (98 victoires, 64 défaites)
2. Indians de Cleveland (97 victoires, 65 défaites)
3. Rangers du Texas (95 victoires, 67 défaites)
4. Red Sox de Boston (94 victoires, 68 défaites)

Le règlement prévoit un affrontement entre les têtes de séries no 1 et no 4, et un affrontement entre les têtes de séries no 2 et no 3. Cependant, deux clubs jouant dans la même division ne peuvent être opposés l'un à l'autre. Puisque les Yankees et les Red Sox sont deux clubs de la division Est de la Ligue américaine, New York (no 1) affronte plutôt Texas (no 3). 
La tête de série la plus élevée détient l'avantage du terrain, qui lui octroie le privilège d'être l'équipe hôte pour les matchs 1, 2 et 5 d'une série. 

## Yankees de New York vs Rangers du Texas
Même s'ils sont loin de leur record de 114 victoires en saison régulière 1998, les Yankees de New York complètent la saison régulière 1999 avec la meilleure fiche de la Ligue américaine. Gagnants de 98 matchs contre 64 défaites, ils terminent 4 victoires devant leurs plus proches poursuivants, les Red Sox de Boston, remportent le deuxième de neuf titres consécutifs de la division Est de la Ligue américaine et se qualifient en éliminatoires pour la 5e de 13 saisons de suite. La Série de division est pour les Yankees la première étape d'un parcours menant à la conquête de la Série mondiale 1999, qui représente le second de leurs trois titres consécutifs des Ligues majeures et le deuxième de leurs quatre titres de la Ligue américaine consécutifs.  
Avec 95 victoires contre 67 défaites, les Rangers du Texas battent leur précédent record de franchises de 94 victoires établi en 1977 et terminent au premier rang de la division Ouest de la Ligue américaine, laissant leurs plus proches poursuivants, les Athletics d'Oakland, huit matchs derrière. C'est pour Texas un second titre de division en autant d'années et un troisième en quatre ans. 
L'affrontement entre les Yankees et les Rangers en 1999 est le dernier de trois rendez-vous de Séries de divisions en quatre ans entre ces deux équipes. Après une victoire par 3 matchs à un en 1996, New York élimine Texas en 1998 et 1999 sans concéder un seul match,. Les Rangers obtiennent leur revanche plusieurs années après, lorsqu'ils renversent les Yankees en Série de championnat 2010 de la Ligue américaine.

### Calendrier des rencontres
| Match | Date      | Visiteur            | Hôte                | Score |
| ----- | --------- | ------------------- | ------------------- | ----- |
| 1     | 5 octobre | Rangers du Texas    | Yankees de New York | 0 - 8 |
| 2     | 7 octobre | Rangers du Texas    | Yankees de New York | 1 - 3 |
| 3     | 9 octobre | Yankees de New York | Rangers du Texas    | 3 - 0 |

### Match 1

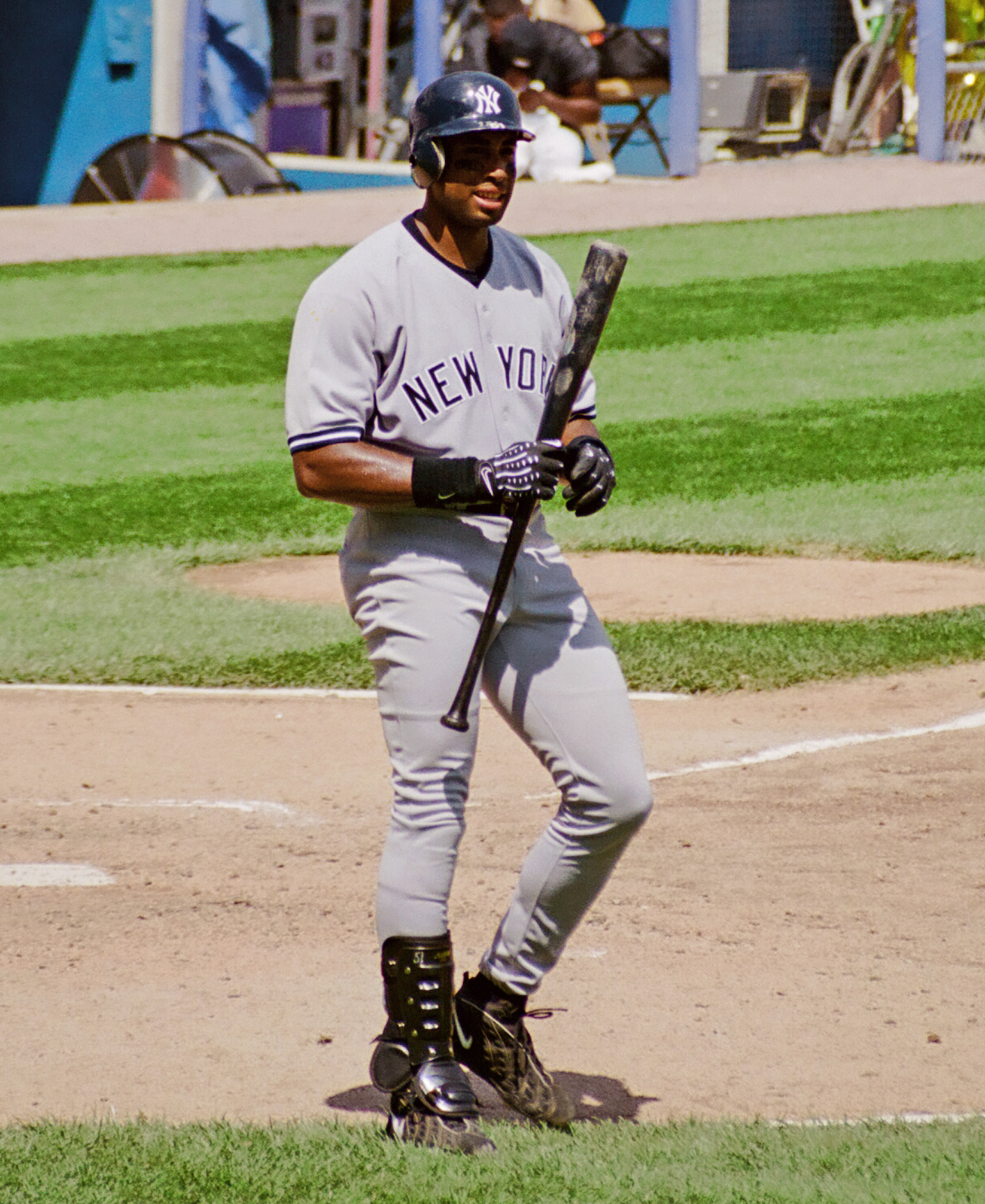
Bernie Williams des Yankees de New York en juillet 1999.

Mardi 5 octobre 1999 au Yankee Stadium, New York, New York.
| Rangers du Texas | 0 | 0 | 0 | 0 | 0 | 0 | 0 | 0 | 0 | 0 | 2  | 1 |
| Yankees de New York | 0 | 1 | 0 | 0 | 2 | 4 | 0 | 1 | X | 8 | 10 | 0 |
| Lanceurs partants : TEX : Aaron Sele NYY : Orlando Hernández Vic. : Orlando Hernández (1-0) Déf. : Aaron Sele (0-1) HRs: NYY : Bernie Williams (1) |   |   |   |   |   |   |   |   |   |   |    |   |

### Match 2
Jeudi 7 octobre 1999 au Yankee Stadium, New York, New York.
| Rangers du Texas | 0 | 0 | 0 | 1 | 0 | 0 | 0 | 0 | 0 | 1 | 7 | 0 |
| Yankees de New York | 0 | 0 | 0 | 0 | 1 | 0 | 1 | 1 | X | 3 | 7 | 2 |
| Lanceurs partants : TEX : Rick Helling NYY : Andy Pettitte Vic. : Andy Pettitte (1-0) Déf. : Rick Helling (0-1) Sauv. : Mariano Rivera (1) HRs : TEX : Juan González (1) |   |   |   |   |   |   |   |   |   |   |   |   |

### Match 3
Samedi 9 octobre 1999 à The Ballpark in Arlington, Arlington, Texas.
| Yankees de New York | 3 | 0 | 0 | 0 | 0 | 0 | 0 | 0 | 0 | 3 | 6 | 0 |
| Rangers du Texas | 0 | 0 | 0 | 0 | 0 | 0 | 0 | 0 | X | 0 | 5 | 1 |
| Lanceurs partants : NYY : Roger Clemens TEX : Esteban Loaiza Vic. : Roger Clemens (1-0) Déf. : Esteban Loaiza (0-1) Sauv. : Mariano Rivera (2) HRs : NYY : Darryl Strawberry (1) |   |   |   |   |   |   |   |   |   |   |   |   |

## Indians de Cleveland vs Red Sox de Boston
À l'automne 1999, les Indians de Cleveland participent aux séries éliminatoires pour la cinquième année consécutive. Il s'agit aussi de leur cinquième participation en sept ans puisque, écartés des éliminatoires en 2000, il se qualifient à nouveau en 2001. Avec 97 victoires contre 65 défaites, un progrès de 8 victoires sur leur saison 1998, les Indians remportent leur 5e titre consécutif de la division Centrale de la Ligue américaine, laissant loin derrière la compétition puisque leurs plus proches poursuivants, les White Sox de Chicago, ne gagnent que 75 parties. 
Devancés par 4 matchs par les Yankees de New York dans la division Est de la Ligue américaine, les Red Sox de Boston se qualifient tout comme l'année précédente comme meilleurs deuxièmes de la Ligue américaine. Ils gagnent deux matchs de plus qu'en 1998 et signent une saison régulière 1999 de 94 victoires contre 68 défaites. 
Boston et Cleveland sont opposés pour la troisième fois en éliminatoires et 1999 marque le dernier d'une série de trois affrontements en cinq années dans les Séries de divisions. Après avoir perdu trois matchs sur trois lors de leur élimination en 1995, les Red Sox sont battus trois parties à une en 1998, mais ils prennent enfin leur revanche en éliminant Cleveland au bout de cinq matchs en 1999.

### Calendrier des rencontres
| Match | Date       | Visiteur             | Hôte                 | Score  |
| ----- | ---------- | -------------------- | -------------------- | ------ |
| 1     | 6 octobre  | Red Sox de Boston    | Indians de Cleveland | 2 - 3  |
| 2     | 7 octobre  | Red Sox de Boston    | Indians de Cleveland | 1 - 11 |
| 3     | 9 octobre  | Indians de Cleveland | Red Sox de Boston    | 3 - 9  |
| 4     | 10 octobre | Indians de Cleveland | Red Sox de Boston    | 7 - 23 |
| 5     | 11 octobre | Red Sox de Boston    | Indians de Cleveland | 12 - 8 |

### Match 1

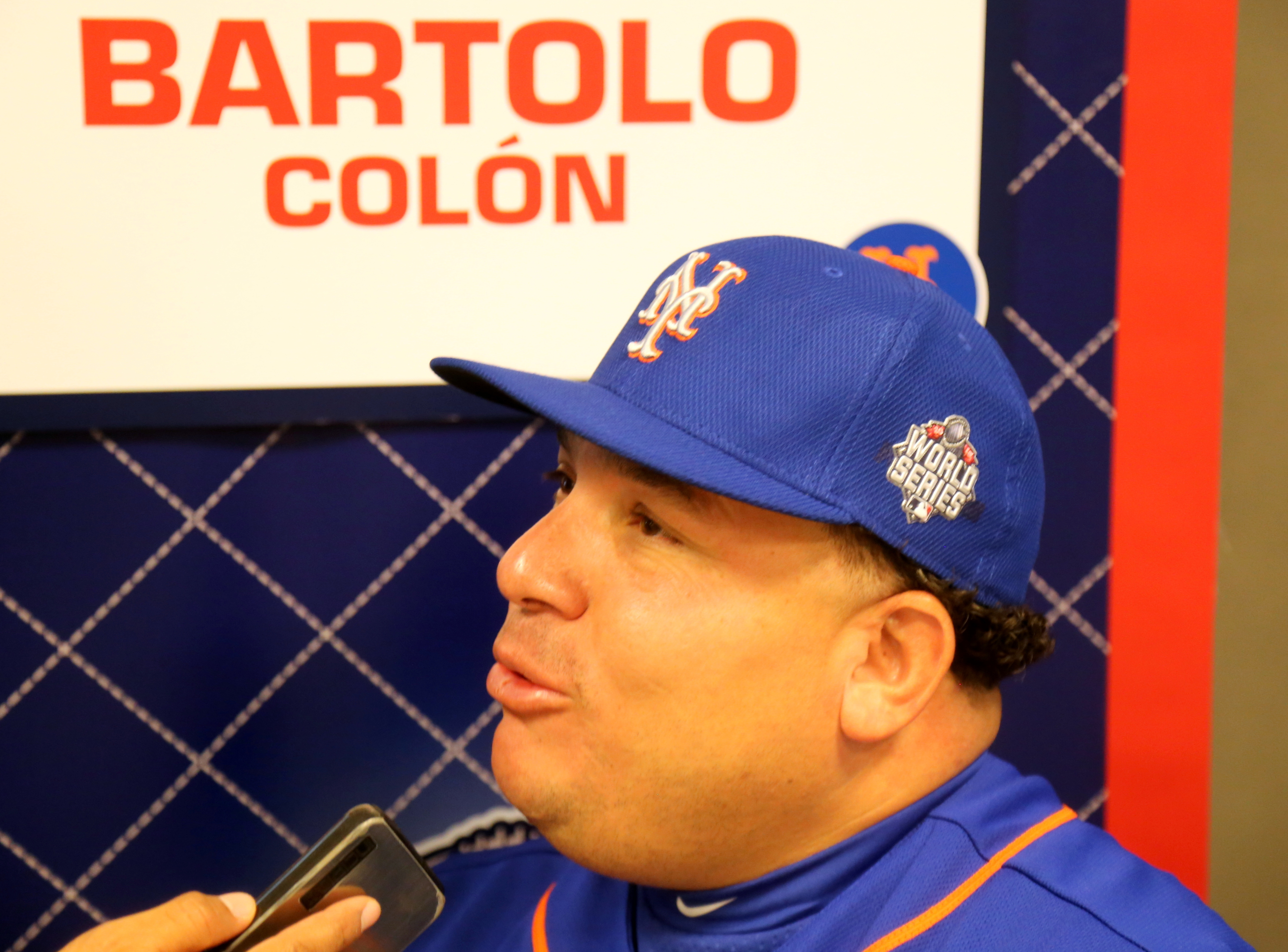
Bartolo Colón, photographié en 2015, lance en 1999 avec Cleveland en Série de division.

Mercredi 6 octobre 1999 à Jacobs Field, Cleveland, Ohio.
| Red Sox de Boston | 0 | 1 | 0 | 1 | 0 | 0 | 0 | 0 | 0 | 2 | 5 | 1 |
| Indians de Cleveland | 0 | 0 | 0 | 0 | 0 | 2 | 0 | 0 | 1 | 3 | 6 | 1 |
| Lanceurs partants : BOS : Pedro Martínez CLE : Bartolo Colón Vic. : Paul Shuey (1-0) Déf. : Derek Lowe (0-1) HRs : BOS : Nomar Garciaparra (1) CLE : Jim Thome (1) |   |   |   |   |   |   |   |   |   |   |   |   |

### Match 2
Jeudi 7 octobre 1999 à Jacobs Field, Cleveland, Ohio.
| Red Sox de Boston | 0 | 0 | 1 | 0 | 0 | 0 | 0 | 0 | 0 | 1  | 6 | 0 |
| Indians de Cleveland | 0 | 0 | 6 | 5 | 0 | 0 | 0 | 0 | X | 11 | 8 | 0 |
| Lanceurs partants : BOS : Bret Saberhagen CLE : Charles Nagy Vic. : Charles Nagy (1-0) Déf. : Bret Saberhagen (0-1) HRs: CLE : Harold Baines (1), Jim Thome (2) |   |   |   |   |   |   |   |   |   |    |   |   |

### Match 3
Samedi 9 octobre 1999 au Fenway Park, Boston, Massachusetts.
| Indians de Cleveland | 0 | 0 | 0 | 1 | 0 | 1 | 1 | 0 | 0 | 3 | 9  | 1 |
| Red Sox de Boston | 0 | 0 | 0 | 0 | 2 | 1 | 6 | 0 | X | 9 | 11 | 2 |
| Lanceurs partants : CLE : Dave Burba BOS : Ramón Martínez Vic. : Derek Lowe (1-1) Déf. : Jaret Wright (0-1) HRs: BOS : John Valentin (1), Brian Daubach (1) |   |   |   |   |   |   |   |   |   |   |    |   |

### Match 4

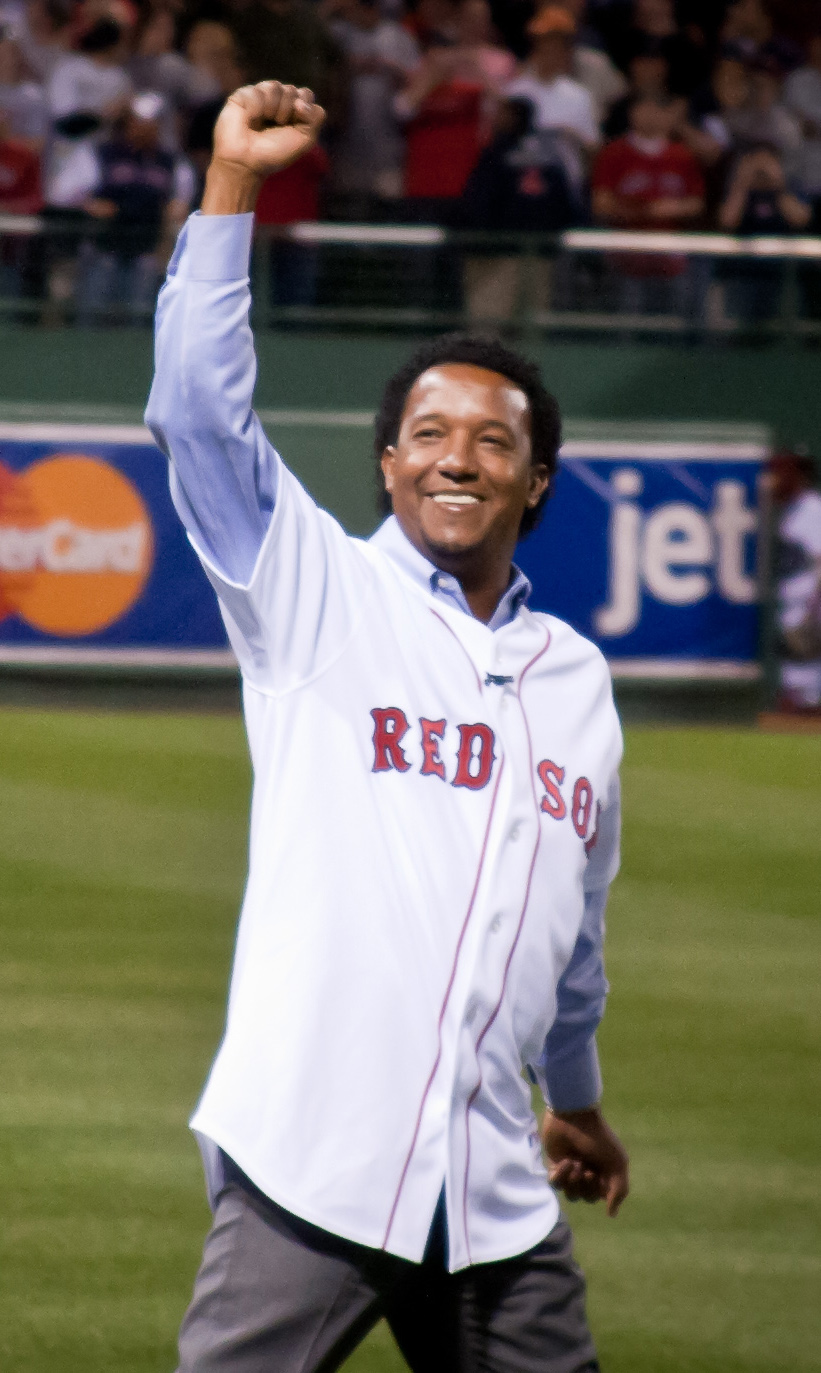
Lançant en relève lors du 5e match, Pedro Martínez est le lanceur gagnant pour Boston.

Dimanche 10 octobre 1999 au Fenway Park, Boston, Massachusetts.
| Indians de Cleveland | 1 | 1 | 0 | 0 | 4 | 0 | 0 | 0 | 1 | 7  | 8  | 0 |
| Red Sox de Boston | 2 | 5 | 3 | 5 | 3 | 0 | 3 | 2 | X | 23 | 24 | 0 |
| Lanceurs partants : CLE : Bartolo Colón BOS : Kent Mercker Vic. : Rich Garces (1-0) Déf. : Bartolo Colón (0-1) HRs : CLE : Wil Cordero (1) BOS : John Valentin (2, 3), José Offerman (1), Jason Varitek (1) |   |   |   |   |   |   |   |   |   |    |    |   |

### Match 5
Lundi 11 octobre 1999 à Jacobs Field, Cleveland, Ohio.
| Red Sox de Boston | 2 | 0 | 5 | 1 | 0 | 0 | 3 | 0 | 0 | 12 | 10 | 0 |
| Indians de Cleveland | 3 | 2 | 3 | 0 | 0 | 0 | 0 | 0 | 0 | 8  | 7  | 1 |
| Lanceurs partants : BOS : Bret Saberhagen CLE : Charles Nagy Vic. : Pedro Martínez (1-0) Déf. : Paul Shuey (1-1) HRs : BOS : Nomar Garciaparra (2), Troy O'Leary (1, 2) CLE : Jim Thome (3, 4), Travis Fryman (1) |   |   |   |   |   |   |   |   |   |    |    |   |